# Eddie Adams

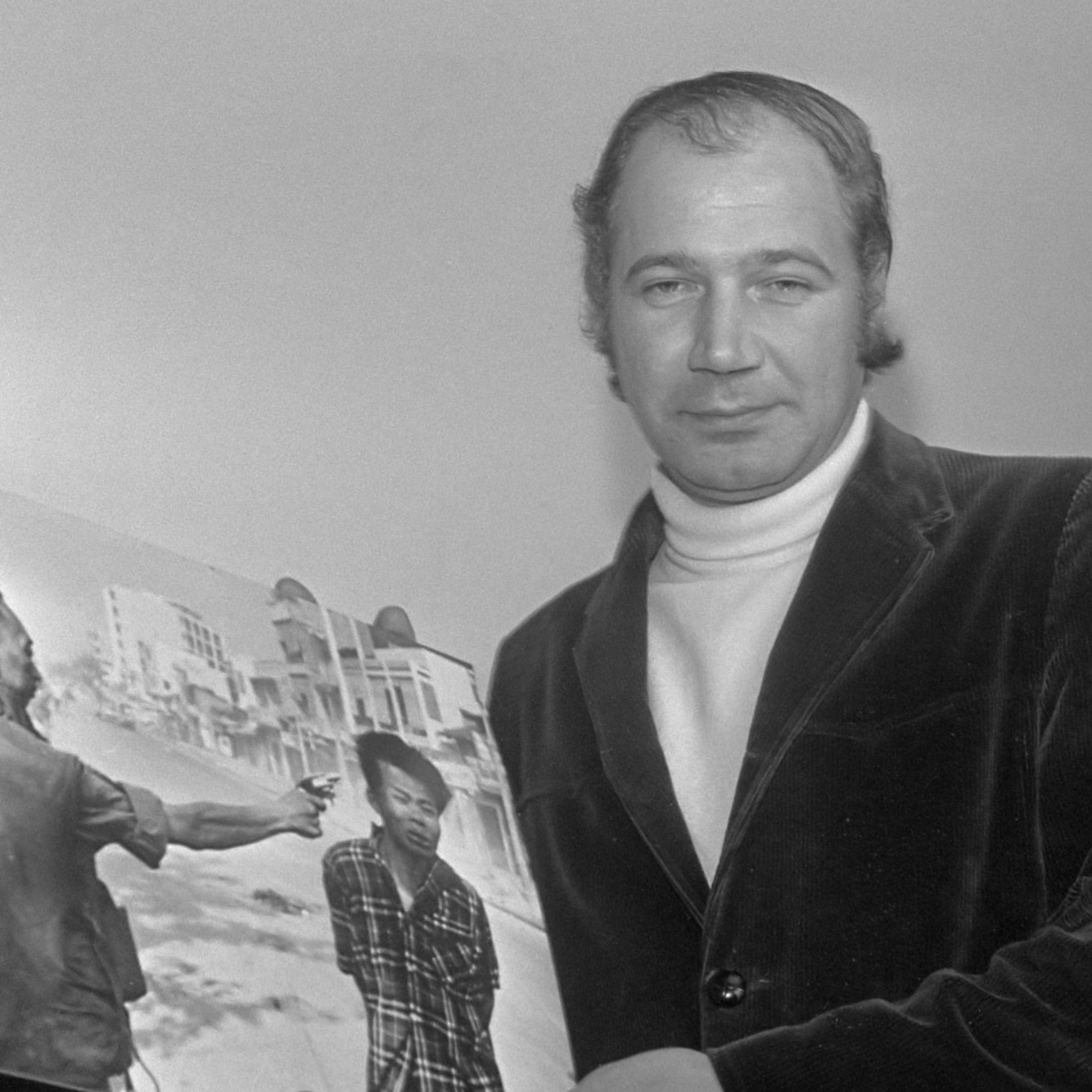
Eddie Adams (1969)

Eddie Adams, eigentlich Edward Thomas Adams (* 12. Juni 1933 in New Kensington, Pennsylvania; † 19. September 2004 in New York), war ein US-amerikanischer Fotograf und Kriegsjournalist.
Adams war schon als Jugendlicher an Photographie interessiert. Er arbeitete während des Koreakrieges als Kriegsfotograf.
Während des Vietnamkrieges dokumentierte Adams für die Nachrichtenagentur Associated Press das Kriegsgeschehen. Am 1. Februar 1968 nahm er sein bekanntestes Foto auf. Es zeigt den südvietnamesischen Polizeikommandanten Nguyễn Ngọc Loan, während er in Saigon den festgenommenen Vietkong-Guerillakämpfer Nguyễn Văn Lém auf offener Straße mit einem Kopfschuss ermordet. Für diese Aufnahme erhielt Adams 1968 die Auszeichnung für das Pressefoto des Jahres, und 1969 wurde er mit dem Pulitzer-Preis für Fotografie ausgezeichnet. Später äußerte Adams Verständnis für Nguyễn Ngọc Loan. Der Gefangene habe vor seiner Erschießung die Familie von Nguyens Vertrautem ermordet.

“[…] The general killed the Viet Cong; I killed the general with my camera. Still photographs are the most powerful weapon in the world. People believe them, but photographs do lie, even without manipulation. They are only half-truths. What the photograph didn’t say was, ‘What would you do if you were the general at that time and place on that hot day, and you caught the so-called bad guy after he blew away one, two or three American soldiers?’ General Loan was what you would call a real warrior, admired by his troops. I’m not saying what he did was right, but you have to put yourself in his position. The photograph also doesn’t say that the general devoted much of his time trying to get hospitals built in Vietnam for war casualties. This picture really messed up his life.”

„[…] Der General tötete den Vietcong; mit meiner Kamera tötete ich den General. Standfotos sind die mächtigste Waffe der Welt. Man glaubt ihnen, doch Fotos lügen, selbst wenn sie nicht manipuliert sind. Sie sind nur Halbwahrheiten. Was das Foto nicht darstellte, war: ‚Was hätten Sie getan, wären Sie der General gewesen, zu dieser Zeit und an diesem Ort, an diesem heißen Tag, und Sie hätten den so genannten Schurken gefangen, nachdem er einen, zwei oder drei amerikanische Soldaten weggepustet hatte?‘ General Loan war, was man einen echten Krieger nennen würde, von seiner Truppe bewundert. Ich sage nicht, dass es richtig war, was er tat, aber man muss sich in seine Lage versetzen. Das Foto verschweigt zudem, dass der General viel von seiner Zeit dem Versuch widmete, in Vietnam Krankenhäuser für Kriegsverletzte bauen zu lassen. Dieses Bild hat sein Leben vollkommen über den Haufen geworfen.“

Im Jahre 1980 wurde Adams selbständiger Fotograf und berichtete unter anderem aus den Golfkriegen. Insgesamt fotografierte Adams in 13 Kriegsgebieten.
Adams litt an Amyotropher Lateralsklerose, einer unheilbaren Erkrankung des Nervensystems. Er starb am 19. September 2004 im Alter von 71 Jahren in seiner Wohnung in New York.